# Johannes Reinke
Johannes Reinke, född den 3 februari 1849 i Ziethen, Mecklenburg, död den 25 februari 1931 i Preetz, var en tysk botanist. Auktorsnamnet Reinke kan användas för Johannes Reinke i samband med ett vetenskapligt namn inom botaniken; se Wikipediaartiklar som länkar till auktorsnamnet.
Reinke blev 1873 extra ordinarie och 1879 ordinarie professor i Göttingen samt 1885 professor i Kiel med föreståndarskap för dess botaniska trädgård. Reinkes tidigare forskning gällde företrädesvis havsalgerna, varöver han utgav Entwicklungsgeschichtliche Untersuchungen über die dictyotaceen des Golfes von Neapel, Entwicklungsgeschichtliche Untersuchungen über die cutleriaceen  des Golfes von Neapel (båda 1878), Algenflora der westlichen Ostsee deutschen Anteils (1889), Atlas deutscher Meeresalgen (1889-91). Som bidrag till kännedomen om havskusterna skrev han Botanisch-geologische Streifzüge an den Küsten des Herzogtums Schleswig (1903), Studien über die Dünen unserer Ostseeküste (1-4, 1911-12) med mera. Senare rörde sig Reinkes författarskap mest kring allmänt biologiska frågor, som i de betydande verken Die Entwicklung der Naturwissenschaften, insbesondere der Biologie im 19. Jahrhundert (1900), Einleitung in die theoretische Biologie (1901; ny upplaga 1911), Grundzüge der Biologie (1909), varjämte han i filosoferande form behandlat dels naturvetenskapens uppgift, dels några nyare biologiska problem. Reinke var en avgjord motståndare till den naturalistiska monismen, i motsats varemot han var böjd för en dualistisk och teistisk ståndpunkt. Inom naturfilosofin bekämpade han teorin om det naturliga urvalet som den väsentliga utvecklingsorsaken och antog som utpräglad vitalist ändamålsorsaker, vilka som "dominanter" leder de organiska varelsernas utveckling; utan att själva utföra mekaniskt arbete, bestämmer dessa "överenergetiska" krafter riktningen av energiströmmarna inom organismerna. Bland hans skrifter inom detta område märks Die Welt als Tat, Umrisse einer Weltansicht auf naturwissenschaftlicher Grundlage (1899; 5:e upplagan 1908), Philosophie der Botanik (1905), Die Natur und wir (1907; 2:a upplagan 1908), Über Vererbung, eine Grundfrage der Biologie (1909) och Die Kunst der Weltanschauung (1911).